# Triumph Rocket III
Triumph Rocket III är en trecylindrig motorcykel tillverkad av Triumph Motorcykles Ltd. Den hade i november 2010 den största slagvolymen av alla serietillverkade motorcyklar med undantag för Boss Hoss som förvisso är en motorcykel men som har en bilmotor.
I slutet av 60-talet utvecklade BSA tillsammans med Triumph, som sedan 1951 var en del av BSA-koncernen, en trecylindrig motor på 750cc. BSA:s modell döptes till Rocket III, medan Triumphs modell fick heta Trident.
Modellnamnet på den helt nya modellen från Triumph 2004 blev därför "Rocket III", för att återanknyta till Triumphs historia.

## Modeller

### Rocket III

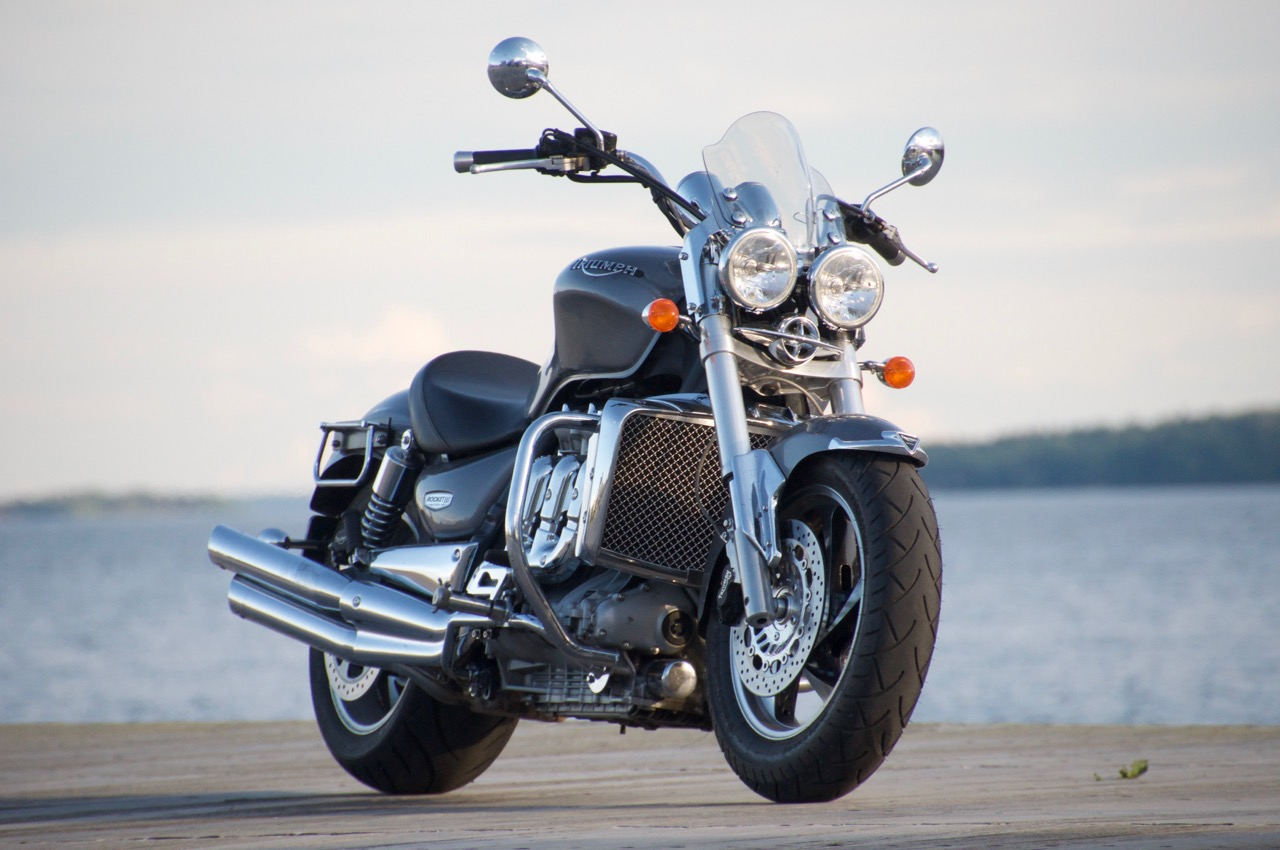
Rocket III, 2005

Triumph Rocket III släpptes 2004 och har genom åren utvecklats med en stor variation av utrustning och därmed olika modellbenämningar.
Från 2006 fick Rocket III svart motor och färre kromdetaljer och ytterligare en färg att välja, Scorched Yellow.
Rocket III kom också som en specialmodell med benämningen Rocket III SE. Den producerades i en mindre upplaga och hade en helt ny färguppsättning med tre färgfält.
Rocket III SE hade dessa färger att välja mellan: Mulberry Red eller Monochromatic Caeruleus Blue.
Till Rocket III kunde man köpa till en rad nya originaltillbehör som vindruta, sissy bar, highway bar och packväskor i läder. Rocket III SE fanns att tillgå som årsmodeller 2005 och 2006.
Ursprungsmodellen av Rocket III producerades till årsmodell 2009.

### Rocket III Classic

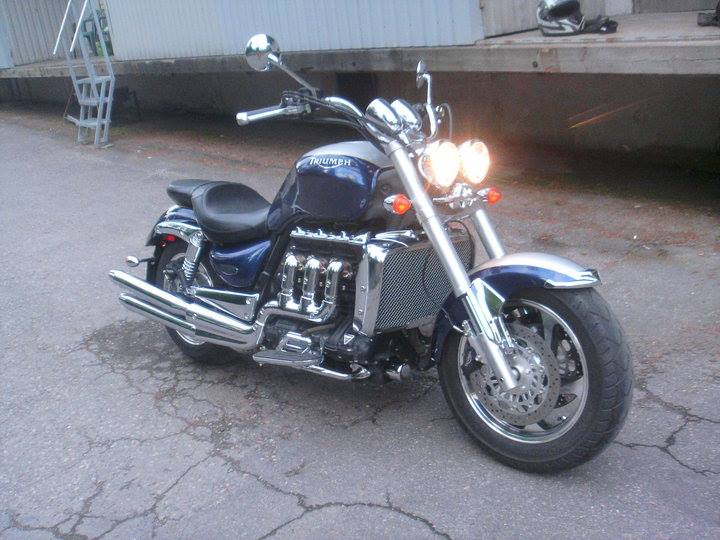
Rocket III Classic, 2007

2006 utökades modellprogrammet med Rocket III Classic som tillverkades i en begränsad upplaga. Rocket III Classic vände sig till de förare som ville ha en mer tillbakalutad och avslappnad körställning och attityd. Här lade man vikten på komfort.
Classic bjöd på lite extra med en mer variationsrik lack, rejäla fotplattor, ett mer tillbakadraget styre och en riktigt bekväm dyna för både förare och passagerare.
Classic har också ett något annat utseende på ljuddämparen där utblåset fått en annan utformning. Motorn var identisk med urmodellen Rocket III.
Modellen Rocket III Classic producerades till årsmodell 2009.

### Rocket III Tourer

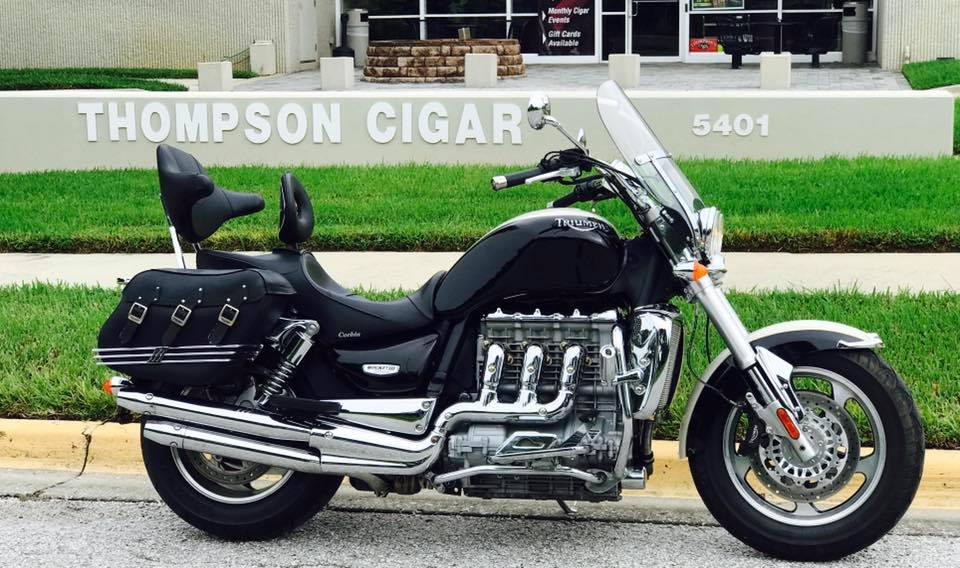
Rocket III Tourer, 2007

Till Rocket III och dess varianter kunde man köpa en rad nya originaltillbehör som vindruta, sissy bar, highway bar och packväskor i läder.
2007 tog Triumph fram en färdigutrustad Classic med alla dessa tillbehör monterade från fabrik och kallade den för Tourer, inte att förväxla med Touring.
Tourer utrustades med vindruta, packväskor, fotplatta och ryggstöd, tankskydd och tankvolym på 23,8 l.
Tourer fanns endast att köpa som årsmodell 2007.

### Rocket III Touring

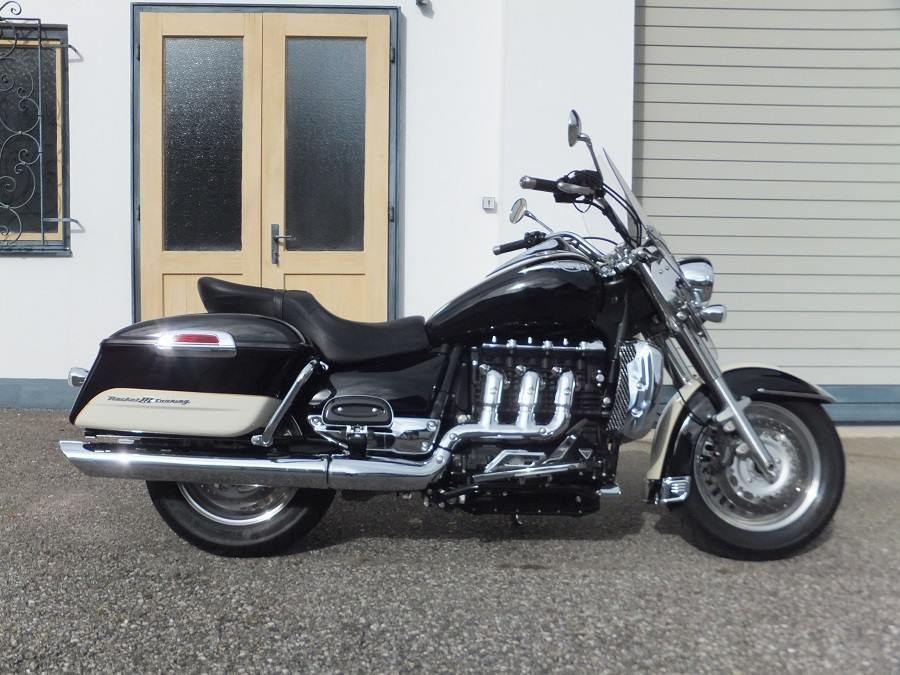
Rocket III Touring, 2010

2008 introducerades Rocket III Touring, en renodlad långfärdsmaskin med ram, motor och utrustning anpassad för maximal komfort och vilsam körning. Modellen var framtagen främst för den amerikanska marknaden.

### Rocket III Roadster

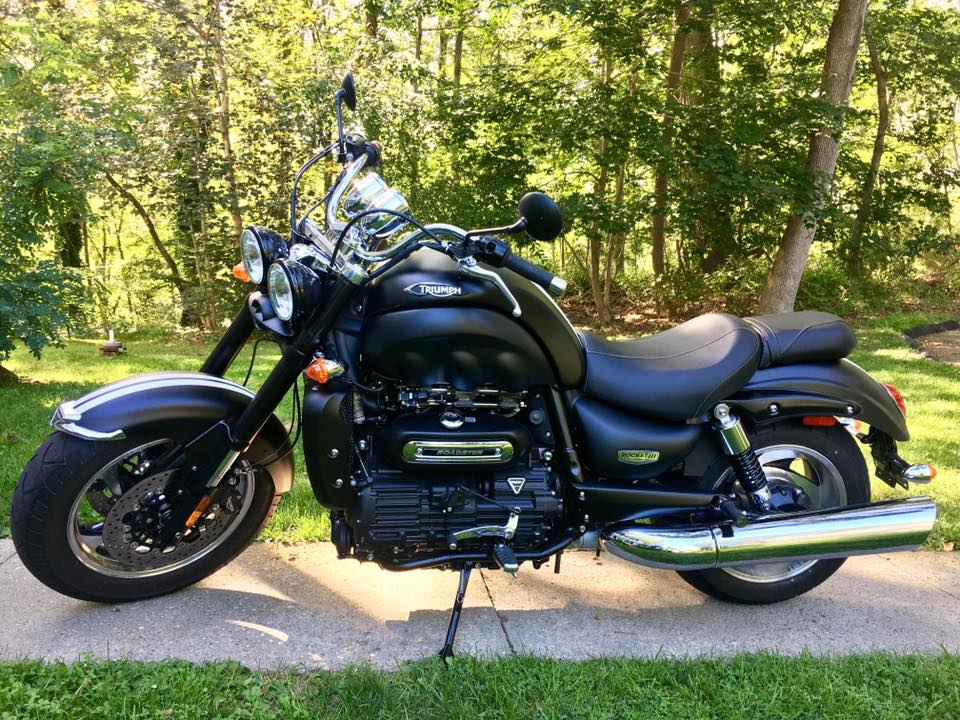
Rocket III Roadster, 2017

Modellen lanserades 2010 och är den kraftfullaste av alla Rocket III.
Från lanseringen och några år framåt lade man in en moment- och kraftbegränsning i motorn på de tre lägsta växlarna för att inte "skrämma" förarna. Detta togs bort från årsmodell 2013.
Nytt med Roadster är en mer upprätt sittställning, något högre sadelhöjd och att förarens fotpinnar är flyttade bakåt.
Det mesta på Roadster är svart och svart krom och kunde beställas i färgerna svart-metallic med dubbla röda stripes eller mattsvart med dubbla vita stripes.
För säkerheten är modellen utrustad med ABS som standard och var en efterlängtad nyhet.
Med Roadster har motorns karaktär förändrats så att den ger 146 hk och 221 Nm vid 2750 varv.

### Rocket X

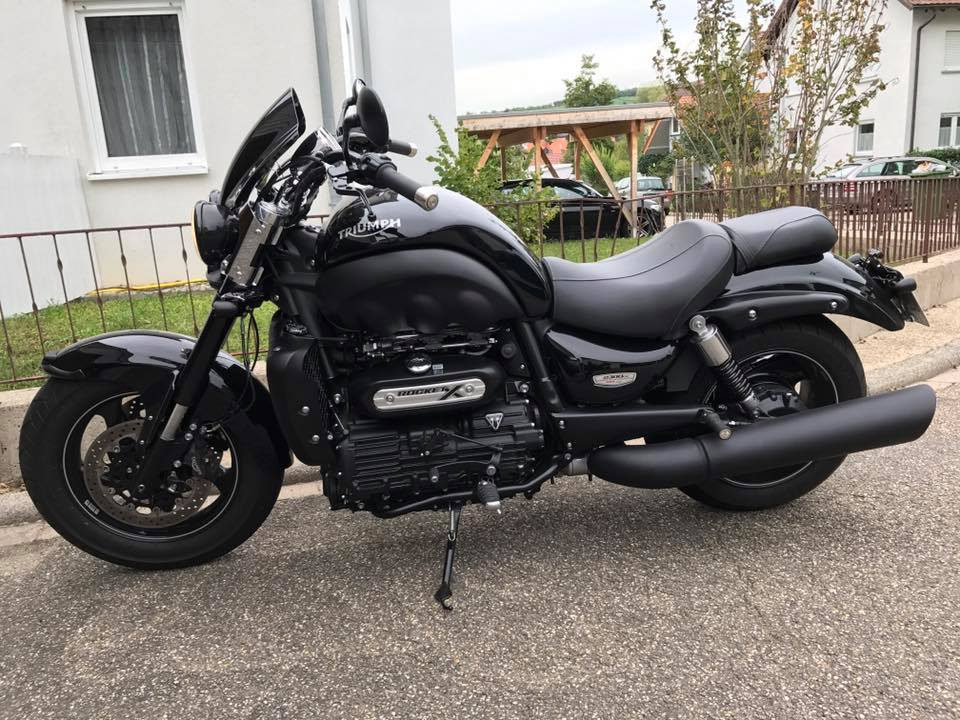
Rocket X, 2015

Rocket X började tillverkas 2014, tio år efter originalmodellen men såldes endast som årsmodell 2015 och är en jubileumsmodell i begränsad upplaga, för att fira tio år där X:et står för just tio.
Den tillverkades i 500 exemplar och har en del extra attribut som mycket påkostad lackering och att varje individ är märkt med ett id-nummer på vänster sida av motorn.
Rocket X skiljer sig egentligen inte så mycket från Rocket III Roadster, så maskineriet består av samma 2,3 liter stora och starka längsmonterade radtrea som tidigare.